# 샤르바리 와그
샤르바리 와그(힌디어: शारवरी वाघ, 영어: Sharvari Wagh, 1997년 6월 14일 ~ )는 인도의 배우이다. 제67회 필름페어상 신인여우상 수상자이다.